# Pierre François Michaud
Pour les articles homonymes, voir Michaud et Pierre Michaud.
Pierre François Michaud, né le 29 février 1856 à Oyrières (Haute-Saône) et mort le 15 janvier 1900 à l'hôpital militaire de Bordeaux, est un explorateur français. Il participe à la mission de Pierre Savorgnan de Brazza en 1883-1885 au Gabon (Ogooué et Loango).

## Biographie
Pierre François Michaud, fils de Charles François Michaud et de Françoise Regnault, ingénieur civil des Arts et Métiers, est attaché à la mission Brazza en 1882 en tant que chef du service des travaux. Nommé en 1886 chef de station, il accède au grade d’administrateur colonial deux ans plus tard, puis dirige le cercle de Loango en 1898. Il quitte Libreville à la fin du mois de novembre 1899 pour être admis à l’hôpital militaire de Bordeaux où il décède le 15 janvier 1900. Au moment de sa mort, il était administrateur de troisième classe au Congo.

## Travaux
- 178 photos du Congo, du Gabon et de Sao Tome, par Michaud, en 1886-1887, Société de Géographie de Paris sur Gallica